# 沃韦纳格侯爵

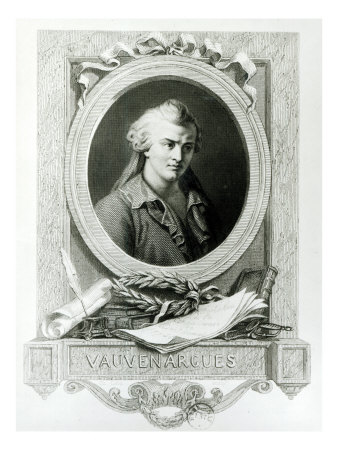
沃韦纳格侯爵

沃韦纳格侯爵吕克·德·克拉皮耶尔（法語：Luc de Clapiers, marquis de Vauvenargues；1715年8月6日—1747年5月28日）是一位法国作家。他是伏爾泰以及维克托·里克蒂·德·米拉波的好友。他生于普罗旺斯地区艾克斯的一个贵族家庭，但家境贫寒，而且他的视力也不佳。